# Sesinho

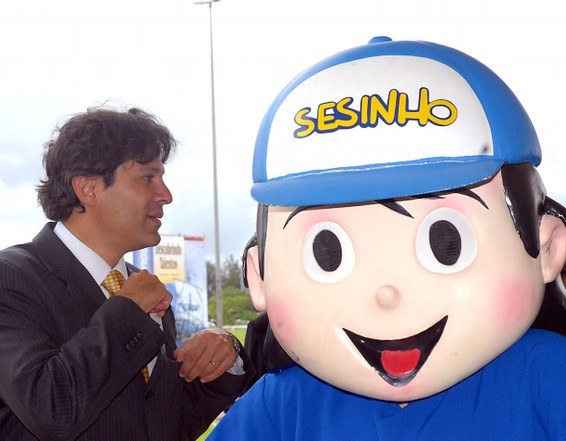
Sesinho, la mascotte du SESI, avec Fernando Haddad, l'ancien ministre de l'Éducation du Brésil.

Sesinho est un personnage de bande dessinée brésilienne, ainsi que la mascotte du SESI[Quoi ?].
Le personnage a été créé en 1947, est devenu populaire à travers les années 1960, et est récemment devenu connu à nouveau avec la relance du personnage en 2001. Avec le succès de son magazine, le personnage a été adapté pour les dessins animés et multimédias dans les années suivantes.

## Caractères
- Sesinho : Sesinho est un aventurier de garçon et un bon ami qui est le chef de la bande de Sesinho. Il est le protagoniste dans la plupart des histoires, en aidant régulièrement ses amis dans les situations les plus dangereuses. Il a une sœur aînée nommée Alice, et un chien nommé Amigão.
- Nina : Elle est considérée comme le « nerd » de la bande. C'est une fille très intelligente et studieuse, et est un inventeur qui fait diverses expériences dans son garage. Elle considère les livres comme une meilleure façon d'apprendre que la recherche sur Internet ou l'utilisation des DVD.
- Ruivo : Le membre le plus distrait et naïf de la bande. Fait toujours les choses avant de penser, obtenant souvent des ennuis. Ruivo signifie « roux » une allusion à la couleur de ses cheveux.
- Bocão : C'est au début un garçon impoli et grossier. Au fil du temps, il est devenu ami avec Sesinho et les autres, bien qu'il affiche parfois ses vieilles habitudes. Son nom signifie " grande bouche " à cause de sa gourmandise et la paresse.
- Luiza : C'est une jolie fille qui aime faire de l'art. Au début, elle était juste un ami de Sesinho, mais après un appel de ses fans, elle a commencé à avoir un léger béguin pour lui.
- David : Le sorcier en herbe de la bande. Il a une baguette magique qui sert à créer la magie quelque peu utile . Il est toujours vêtu d'un tablier de magicien.
- Tuta : Il est le membre le plus sportif du groupe. Il accompagne souvent ses amis dans leurs aventures et a un frère cadet nommé Tito.

## Auteurs
Parmi les dessinateurs et coloristes : Ricardo da Costa Limas et Thiago Torres Grams.

## Supports
La première édition de la bande dessinée Sesinho est publiée en 1947, un an après la création du SESI. Il devient assez populaire et il paraît jusqu'en 1960, avant de lentement décliner en popularité. Au total, il y a eu 154 magazines publiés.
Le personnage est réintroduit en 2001, avec un nouveau "look", quand SESI relance la publication du magazine.Alors que la première version était vendue, cette version est distribuée gratuitement par des écoles de commerce. Le succès est tel que sa popularité déborde des écoles. SESI produit également une série de courts-métrages d'animation destinés à être diffusés sur des chaînes éducatives telles que Futura (en) et TV Cultura.
Les magazines ont un objectif éducatif, avec environ la moitié des pages dédiées à une histoire, et le reste à des jeux éducatifs. Les aventures impliquant les personnages sont toujours reliées à des thématiques sociales, telles que la santé, éducation, le travail des enfants...